# Mojynkum
Mojynkum (Mojyn-kum; kaz.: Мойынқұм; ros.: Мойынкум) – niewielka piaszczysta pustynia we wschodnim Kazachstanie. Leży na południowym skraju Kotliny Bałchasko-Ałakolskiej, między rzekami Ili i Karatał. Na południu opiera się o podnóża pasma górskiego Małajsary, na północy przechodzi w pustynię Saryjesyk Atyrau.